# گاه‌شماری بنگالی
گاه‌شماری بنگالی (به بنگالی:বঙ্গাব্দBônggabdô یا বাংলা সন Bangla Sôn) یا تقویم بنگالی گاه‌شمار ملی و رسمی بنگلادش است. در این گاه‌شماری، پوهیلا-بویشاخ روز آغازین سال است و منطبق با روز ۱۴ یا ۱۵ آوریل در تقویم میلادی است.
تقویم بنگالی، بنگلا سموت نامیده می‌شود و یک سال صفر دارد که مصادف با ۵۹۳–۵۹۴ گاه‌شماری دوران مشترک می‌باشد. گاه‌شماری بنگالی دارای شش فصل و هر فصل دربردارنده دو ماه است (روی هم رفته شش فصل و ۱۲ ماه).
بر مبنای آغاز سال، فصل‌های به ترتیب عبارتند از: گریمشو (গ্রীষ্ম) یا تابستان، بورشا (বর্ষা) یا فصل باران،
مونسون، شوروت (শরৎ) یا پاییز، هیمونو (হেমন্ত) یا فصل خشک، شیت (শীত) یا زمستان، و بوسونتو (বসন্ত) یا بهار.

## ماه‌ها
| نام ماه (زبان بنگالی) | نویسه‌گردانی لاتین | روزها (هند) | روزها (بنگلادش، پس از ۱۹۸۷) | فصلهای سنتی مرسوم در بنگال       | نام ماه (گاه‌شماری میلادی) | نام ماه (زبان بنگالی) نویسه‌گردانی لاتین            | نام ماه (زبان سانسکریت، گاه‌شماری قمری بیکرامی هندو) |
| --------------------- | ----------------- | ----------- | --------------------------- | -------------------------------- | ------------------------- | -------------------------------------------------- | --------------------------------------------------- |
| বৈশাখ                   | Bôishakh          | ۳۰٫۹۵۰      | ۳۱                          | গ্রীষ্ম (Grishshô) تابستان          | April–May                 | বিশাখা Bishakha                                       | Vaisākha                                            |
| জ্যৈষ্ঠ                  | Jyôishţhô         | ۳۱٫۴۲۹      | ۳۱                          | গ্রীষ্ম (Grishshô) تابستان          | May–June                  | জ্যেষ্ঠা Jyeshţha                                      | Jyeshta                                             |
| আষাঢ়                   | Ashaŗh            | ۳۱٫۶۳۸      | ۳۱                          | বর্ষা (Bôrsha) فصل مرطوب/باد موسمی | June–July                 | উত্তরাষাঢ়া Uttôrashaŗha                                | Āshāda                                              |
| শ্রাবণ                  | Shrabôn           | ۳۱٫۴۶۳      | ۳۱                          | বর্ষা (Bôrsha) فصل مرطوب/باد موسمی | July–August               | শ্রবণা Shrôbôna                                      | Shraavana                                           |
| ভাদ্র                   | Bhadrô            | ۳۱٫۰۱۲      | ۳۱                          | শরৎ (Shôrôt) پاییز               | August–September          | পূর্বভাদ্রপদ Purbôbhadrôpôd                            | Bhādra                                              |
| আশ্বিন                  | Ashshin           | ۳۰٫۴۲۸      | ۳۰                          | শরৎ (Shôrôt) پاییز               | September–October         | অশ্বিনী Oshshini                                      | Ashwina                                             |
| কার্তিক                  | Kartik            | ۲۹٫۸۷۹      | ۳۰                          | হেমন্ত (Hemonto) فصل خشک           | October–November          | কৃত্তিকা Krittika                                      | Kartika                                             |
| অগ্রহায়ণ                | Ôgrôhayôn         | ۲۹٫۴۷۵      | ۳۰                          | হেমন্ত (Hemonto) فصل خشک           | November–December         | মৃগশিরা (a.k.a. অগ্রহায়ণী) Mrigoshira(a.k.a. Ogrohayoni) | Agrahayana                                          |
| পৌষ                    | Poush             | ۲۹٫۳۱۰      | ۳۰                          | শীত (Shīt) زمستان                 | December–January          | পুষ্যা Pushya                                         | Pausha                                              |
| মাঘ                    | Magh              | ۲۹٫۴۵۷      | ۳۰                          | শীত (Shīt) زمستان                 | January–February          | মঘা Môgha                                           | Māgha                                               |
| ফাল্গুন                  | Falgun            | ۲۹٫۸۴۱      | ۳۰ / ۳۱                     | বসন্ত (Bôsôntô) بهار              | February–March            | উত্তরফাল্গুনী Uttorfalguni                              | Phālguna                                            |
| চৈত্র                   | Chôitrô           | ۳۰٫۳۷۷      | ۳۰                          | বসন্ত (Bôsôntô) بهار              | March–April               | চিত্রা Chitra                                         | Chaitra                                             |